# Гелисханов, Резван
Резва́н Гелисха́нов (род. 1963) — советский штангист, чемпион и призёр чемпионатов СССР, обладатель Кубка СССР, призёр чемпионатов Европы и мира, мастер спорта СССР международного класса. Выступал во 2-й тяжёлой (до 110 кг) и сверхтяжёлой (свыше 110 кг) весовых категориях. Тренировался под руководством Омара Абдулвадудова.

## Спортивные результаты
- Чемпионат СССР по тяжёлой атлетике 1987 —  (195+232,5=427,5);
- Кубок СССР по тяжёлой атлетике 1988 —  (437,5 кг);
- 2-кратный чемпион СССР 1988 года в отдельных упражнениях: рывок — 202,5 кг, толчок — 235 кг;
- Чемпионат СССР по тяжёлой атлетике 1988 —  (200+232,5=432,5);
- Чемпионат мира по тяжёлой атлетике 1989 —  (200+232,5=432,5);
- Чемпионат Европы по тяжёлой атлетике 1990 —  (202,5+237,5=440).